# San Pedro Teyuca
San Pedro Teyuca är en ort i Mexiko.   Den ligger i kommunen Tepeojuma och delstaten Puebla, i den sydöstra delen av landet, 100 km sydost om huvudstaden Mexico City. San Pedro Teyuca ligger 1 560 meter över havet och antalet invånare är 916.
Terrängen runt San Pedro Teyuca är kuperad åt nordost, men åt sydväst är den platt. Terrängen runt San Pedro Teyuca sluttar söderut. Runt San Pedro Teyuca är det ganska tätbefolkat, med 65 invånare per kvadratkilometer. Närmaste större samhälle är Atlixco, 17,1 km norr om San Pedro Teyuca. I omgivningarna runt San Pedro Teyuca växer huvudsakligen savannskog.